# Плоское (Грязовецкий район)
Плоское — посёлок в Грязовецком районе Вологодской области.
Входит в состав Ростиловского муниципального образования (с 1 января 2006 года по 9 апреля 2009 года был центром Плосковского муниципального образования), с точки зрения административно-территориального деления — центр Плосковского сельсовета.
Расстояние до районного центра Грязовца по автодороге — 33 км, до центра муниципального образования Ростилово по прямой — 18 км. Ближайшие населённые пункты — Нефедово, Починок, Кастиха.
По переписи 2002 года население — 562 человека (257 мужчин, 305 женщин). Преобладающая национальность — русские (97 %).